# ريفا عبد الرحمن
ريفا عبد الرحمن لاعب كرة قدم سوري من مواليد الحسكة في 23 يناير 1995، لعب في الفئات العمرية كافة لنادي الجزيرة وفي الفريق الأول .يلعب حاليا في نادي المجد الدمشقي .